# Patrocinio Gamboa
Patrocinio Gamboa (Iloilo City, 30 april 1865 - 24 november 1953) was een Filipijns onafhankelijkheidsstrijdster. 

## Biografie
Patrocinio Gamboa werd geboren in Jaro in de Filipijnse stad Iloilo City. Haar ouders waren Fermin Gamboa en Leonarda Villareal, allebei van goede komaf en onderdeel van de illustrado-klasse. Gamboa genoot thuisonderwijs van privédocenten. Ze las de werken van Jose Rizal en Lopez Jaena en kopieën van de krant La Solidaridad, waarin de misstanden onder het Spaans koloniaal bewind beschreven werden. 
Na de uitbraak van de Filipijnse Revolutie in 1896 maakte ook de lokale leiders in Iloilo plannen voor een opstand tegen de Spanjaarden. Gamboa was als een van de weinige vrouwen betrokken. Ze was een van de lokale Filipijnse leiders in Iloilo die aanwezig waren bij geheime bijeenkomsten vanaf maart 1898 die uiteindelijk leidden tot de oprichting van een revolutionaire regering in Santa Barbara. Als onderdeel van de Filipijns illustrado klasse en als vrouw werd ze door de Spaanse autoriteiten niet verdacht van betrokkenheid bij de opstand. Ze werd door de opstandelingen gebruikt als koerier om inlichtingen over te brengen en tevens was ze actief bij het verzamelen van voedsel, medicijnen en ook wapens en munitie voor de Revolutie. Na de uitbraak van de revolutie, was ze actief als rode kruismedewerkster en verleende ze eerste hulp aan gewonde soldaten op het slagveld. 
Haar meest bekende actie gedurende de revolutie was echter de wijze waarop ze de Filipijnse vlag die 17 november 1898 in Santa Barbara werd gehesen bij de inauguratie van de revolutionaire regering daarheen had weten te smokkelen. Ze wist deze vlag samen met een andere vrijwilliger met een paar en wagen onder hooi verstopt langs Spaanse troepen te smokkelen. Bij een controle deden Gamboa en haar metgezel zich voor als een echtpaar waarbij Gamboa zich zo hysterisch boos voordeed op haar echtgenoot dat de Spanjaarden hen zonder goede controle doorlieten rijden. 
Gamboa overleed in 1953 op 88-jarige leeftijd. Ze kreeg een militaire begrafenis op Balantang Memorial Cemetery in Jaro, Iloilo. Op 21 december 1980 werd door het National Historic Institute op het plein van Jaro in Iloilo een historische plaquette over haar  onthuld.